# Scyliorhinus boa
 Scyliorhinus boa és una espècie de peix de la família dels esciliorrínids i de l'ordre dels carcariniformes.

## Morfologia
- Els mascles poden assolir 54 cm de longitud total.[1][2]

## Reproducció
És ovípar.

## Hàbitat
És un peix marí que viu entre 329-676 m de fondària.

## Distribució geogràfica
Es troba a Barbados, les Petites Antilles, l'Hispaniola, Jamaica i, també, des d'Hondures fins a Colòmbia.